# Gottfried de Hegghe
Gottfried de Hegghe (* 14. Jh. in Dorsten; † 15. Jh., meist auch als Gottfried de Dursten oder Gottfried de Dorsten) war ein deutscher Theologe und Kölner Professor.

## Leben und Wirken
Gottfried de Hegghe studierte seit 1402 an der  mittelalterlichen Universität zu Köln, wurde dort Universitätsprofessor und leitete gleichzeitig von 1410 bis 1420 die dortige Bursa Corneliana. Im Wintersemester 1413/1414 wurde er Rektor der Universität und im Jahre 1416 Dekan der Artistenfakultät. Am Konzil von Konstanz nahm er als einer von vier Deputierten der Universität zu Köln teil. Er wird in den Akten des Konzils mehrfach bei der Absetzung des Gegenpapstes Benedikt XIII. erwähnt.

## Quelle
- Julius Evelt: Geschichte der Stadt Dorsten. In: Westfälische Zeitschrift, Bd. 24 (1864), dort S. 189.
- Heinrich Althoff: Das Vest Recklinghausen und die alte Universität Köln. In: Vestische Zeitschrift, Bd. 48 (1941), S. 19–30, ISSN 0344-1482.